# Arok
Arok is een bestuurslaag in het regentschap Bangkalan van de provincie Oost-Java, Indonesië. Arok telt 558 inwoners (volkstelling 2010).